# 李綢
李绸（8世纪778年至788年间—807年10月5日），唐朝皇子，本名李泳，是唐顺宗李诵的第六子，生母不详。
生年没有记载，当在长兄唐宪宗出生的778年之后。贞元四年（788年），李绸被祖父唐德宗封为汉东郡王。贞元二十一年（805年），李绸被父亲唐顺宗封为密王，元和二年（807年）九月初二，李绸去世。